# Earl Pomeroy
Earl Pomeroy (Valley City, 2 settembre 1952) è un politico statunitense, membro della Camera dei Rappresentanti per lo stato del Dakota del Nord dal 1993 al 2011.

## Biografia
Nato e cresciuto nel Dakota del Nord, Pomeroy studiò all'Università di Durham e successivamente si laureò in legge alla University of North Dakota, divenendo poi avvocato.
Entrato in politica con il Partito Democratico, nel 1980 venne eletto all'interno della legislatura statale del Dakota del Nord, dove rimase per cinque anni. Nel 1985 venne eletto Insurance Commissioner dello stato, carica che mantenne per i successivi sette anni.
Nel 1992 si candidò alla Camera dei Rappresentanti per il seggio lasciato da Byron Dorgan e riuscì ad essere eletto. Negli anni successivi fu riconfermato dagli elettori per altri otto mandati, fin quando nel 2010 venne sconfitto dall'avversario repubblicano Rick Berg e fu così costretto a lasciare il Congresso dopo diciotto anni.